# Cyrtonota nitida
Cyrtonota nitida là một loài bọ cánh cứng trong họ Chrysomelidae. Loài này được Borowiec & Sassi miêu tả khoa học năm 1999.